# Notre-Dame-de-l’Île-Perrot

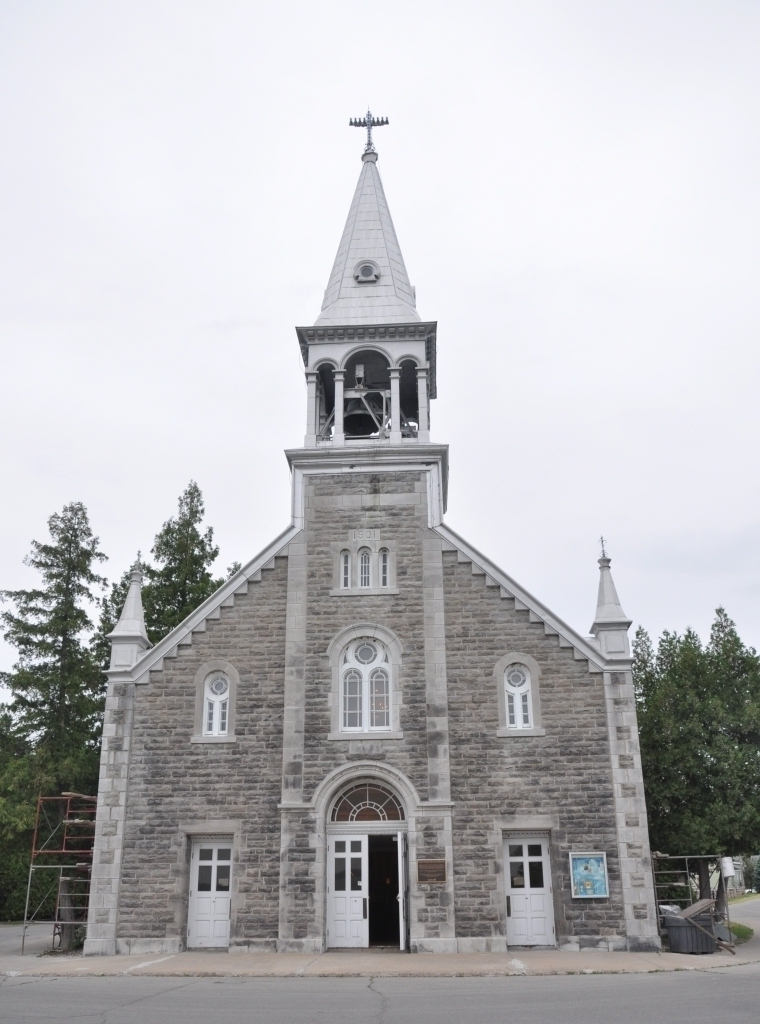
Kościół św. Jeanne de Chantal zbudowany w 1774 roku

Notre-Dame-de-l’Île-Perrot – miasto w Kanadzie, w prowincji Quebec, w regionie Montérégie i MRC Vaudreuil-Soulanges. Znajduje się na wyspie Perrot, która leży w archipelagu Archipel d’Hochelaga. Początki osadnictwa na obszarze dzisiejszego miasta sięgają 1672 roku, kiedy François-Marie Perrot scedował na siebie całą Île Perrot.
Liczba mieszkańców Notre-Dame-de-l’Île-Perrot wynosi 9 885. Język francuski jest językiem ojczystym dla 71,3%, angielski dla 20,1% mieszkańców (2006).